# Anomis poliopasta
Anomis poliopasta är en fjärilsart som beskrevs av George Francis Hampson 1926. Anomis poliopasta ingår i släktet Anomis och familjen nattflyn. Inga underarter finns listade i Catalogue of Life.